# Municipio de Byala (Varna)
El municipio de Byala (en búlgaro: Община Бяла) es un municipio búlgaro perteneciente a la provincia de Varna.
En 2011 tiene 3242 habitantes, el 75,82% búlgaros, el 9,5% turcos y el 3,18% gitanos. La capital municipal es Byala, donde viven dos terceras partes de la población del municipio.
Se ubica en la esquina suroriental de la provincia, en el centro de la costa búlgara del mar Negro.

## Localidades
| Localidades | Cirílico    | Población (diciembre de 2009) |
| ----------- | ----------- | ----------------------------- |
| Byala       | Бяла        | 2171                          |
| Goritsa     | Горица      | 140                           |
| Gospodinovo | Господиново | 373                           |
| Dyulino     | Дюлино      | 396                           |
| Popovich    | Попович     | 646                           |
| Samotino    | Самотино    | 3                             |
| Total       |             | 3729                          |